# Montague Holbein
Pour les articles homonymes, voir Holbein.
Montague Holbein est un nageur (spécialiste du dos) et cycliste anglais du début du XXe siècle. 

## Biographie
Dans les premiers temps du cyclisme de compétition, Holbein était l'une des stars absolues de la scène cycliste britannique, alors dominante. Un bon exemple de la domination du cyclisme britannique à cette époque est la course Bordeaux-Paris de 1891, qui a vu les Britanniques prendre les quatre premières places, Holbein se classant deuxième. Sa spécialité était les courses d'endurance, comme en témoignent ses victoires dans les courses de 24 heures sur la Great North Road et dans la Cuca Cocoa Cup au vélodrome de Herne Hill. Au total, Holbein a établi 32 records cyclistes britanniques. Aujourd'hui, on connaît mieux sa deuxième place dans la course inaugurale Bordeaux-Paris, où un groupe de 4 cyclistes britanniques a dominé la course.
En août 1899, il parcourt seul 69,187 kilomètres dans la Tamise.
En natation toujours, il tente quatre fois la traversée de la Manche (à partir de 1903).
Il finit troisième de la traversée de Paris (12 km) en 1905, en nageant sur le dos. L'année suivante, il est classé deuxième de la Course de 24 heures à la nage organisée par le journal L'Auto à Joinville-le-Pont en ayant parcouru la distance de 31,56 km avant d'abandonner ce marathon nautique.